# Stari Kurinski
Stari Kurinski - Старый Куринский (rus) - és un khútor del krai de Krasnodar, a Rússia. Es troba als vessants septentrionals del Caucas occidental, a la vora del riu Kura, a 26 km a l'oest d'Apxeronsk i a 79 km al sud-est de Krasnodar, la capital.
Pertany al municipi de Kurínskaia.